# Yamashita Katsuji
Yamashita Katsuji (jap. 山下 勝治, * 12. Mai 1906 in Kasaoka in Japan; † 5. Dezember 1969) war Professor für Betriebswirtschaftslehre an der Universität Kōbe.

## Biographie
Yamashita wurde in der Präfektur Okayama geboren. Er besuchte die Handelshochschule Ōita (heute Universität Ōita) und war nach deren Abschluss von 1927 bis 1929 Lehrer der Handelsschule Toyohashi in der Präfektur Aichi. Anschließend absolvierte er ein Studium an der Handelsuniversität Kōbe. Nach Ende des Studiums absolvierte er bei Y. Hirai einen Doktorandenkurs. Ab 1934 war er mit einem Lehrauftrag und später als ordentlicher Professor an der Handelshochschule Hikone (heute Universität Shiga) beschäftigt. 1944 ging er an die Handelsuniversität Kōbe als Assistenz- und ab 1953 als ordentlicher Professor.
1951 erwarb er mit Entwicklung der Erfolgsrechnung den Status eines Doktors, eine in Japan sehr seltene Auszeichnung. 1969 wurde er von der Schmalenbach-Gesellschaft zum Ehrenmitglied ernannt.

## Werke
Yamashita veröffentlichte 28 Bücher, 223 Aufsätze und eine Fülle weiterer Werke.
- Übersetzung von Die organische Tageswertbilanz von Fritz Schmidt ins Japanische, Tokio 1934
- Allgemeine Theorie der Erfolgsbilanz und Bilanzierung, 1955